# 桑卡拉尼河

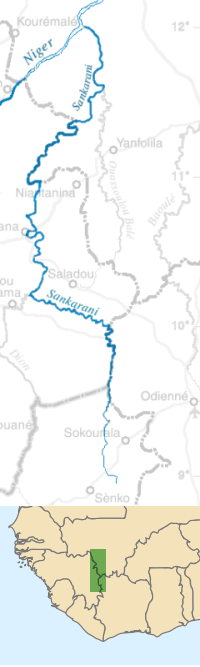

桑卡拉尼河（法語：Sankarani）是尼日爾河的支流，發源自畿內亞旳富塔賈隆，經過馬里南部，在巴馬科上游約40公里处的尼阿涅注入尼日爾河:9。